# Казе Доза (Венеција)
Казе Доза (итал. Case Dosa) је насеље у Италији у округу Венеција, региону Венето.
Према процени из 2011. у насељу је живело 649 становника. Насеље се налази на надморској висини од 3 м.